# Sofia Goebaidoelina
Sofia Asgatovna Goebaidoelina (Russisch: Софи́я Асга́товна Губайду́лина) (Tsjistopol, 24 oktober 1931 – Appen, 13 maart 2025) was een Russisch componiste.

## Levensloop

### Leven in de Sovjet-Unie
Sofia Goebaidoelina studeerde piano en compositie aan het conservatorium van Kazan, daarna compositie aan het conservatorium van Moskou. Al vroeg weigerde ze zich te conformeren aan het door de autoriteiten opgelegde socialistisch-realisme. Bij haar eindexamen werd ze door haar professoren om haar gevaarlijke stijl berispt, maar Dmitri Sjostakovitsj moedigde haar aan om op deze "verkeerde weg" verder te gaan. "In turbulente tijden hebben zijn woorden mij op de been gehouden", zei Goebaidoelina daarover.
Door haar problemen met de Sovjet-autoriteiten werd haar werk niet uitgevoerd. Om aan inkomsten te komen schreef ze muziek voor (teken)films, zoals de Russische versie van Jungle Book. In 1973 probeerde vermoedelijk een KGB-agent haar thuis te wurgen.
In 1975 richtte ze samen met Viktor Soeslin en Vjatsjeslav Artjomov het Astreja-ensemble op dat zich specialiseerde in het improviseren met zeldzame Russische, Kaukasische, Centrale en Oost-Aziatische traditionele muziek- en slaginstrumenten. Dankzij gerenommeerde musici zoals de violist Gidon Kremer, de cellist Mstislav Rostropovitsj, die haar werk uitvoerden in het Westen, werd de Russische componiste buiten de Sovjet-Unie ontdekt en gewaardeerd.

#### Bekering tot het orthodoxe geloof
De pianiste Maria Joedina (1899-1970), die net zo zeer de Sovjet-autoriteiten tartte, was haar peettante. Joedina zei over Goebaidoelina: "Bij Sofia Goebaidoelina betovert de buitengewone puurheid, het geloof in haar creatieve weg, in mensen, in de schoonheid en waarheid van de wereld." Net als Joedina bekeerde Goebaidoelina zich tot het Russisch-orthodoxe geloof. Goebaidoelina zei: "Ik ben ervan overtuigd dat haast alle kunst religieus is, omdat kunst en religie hetzelfde doel hebben: de verbinding tot stand brengen tussen het ik en iets volkomens."

### Kluizenaarsleven in Duitsland (1992-2025)
Na het uiteenvallen van de Sovjet-Unie verhuisde Goebaidoelina naar het Duitse dorp Appen in Sleeswijk-Holstein. In een interview met NRC Handelsblad zei ze daarover:
"Het kwam te laat, ik was al zestig, maar voor mij was dat het geluk. Ik had twintig jaar in de stilte van een dorp gekregen!" [Haar ogen beginnen te stralen.] "De natuur is de enige plek waar ik werkelijk leef. Dat is mijn echte leven, in de natuur, in de stilte."
De telefoon nam ze nooit op, wie haar wilde bereiken deed dat via de post.
Haar werk wordt met regelmaat in Nederland uitgevoerd. Vooral ensembles als Nieuw Ensemble, Amsterdam Sinfonietta en Asko❘Schönberg speelden haar werken. Goebaidoelina prees het Nederlandse publiek voor zijn oprechte liefde voor muziek, en het vermogen om goed en slecht van elkaar te onderscheiden. Haar laatste werk Über Liebe und Hass is in 2018 in Nederland onder leiding van Valeri Gergiev in première gegaan. Een oudere versie van het stuk was al eerder uitgevoerd, maar daarover was ze ontevreden. Goebaidoelina droeg het stuk op aan God. In België was er onder andere een uitvoering van Introitus door de Beethoven Academie in deSingel (1997).

## Prijzen en onderscheidingen
- 1974: de Internationale compositiewedstrijd van Rome
- 1987: de Prijs van Monaco
- 1991: de Premio Franco Abbiato
- 1991: de Heidelbergse kunstenaarsprijs
- 1992: de Russische staatsprijs
- 1995: de 'Ludwig Spohr prijs' (Brunswijk)
- 1998: de Japanese 'Praemium Imperiale'
- 1999: De Sonning-Prijs (Kopenhagen)
- 2000: De Stockholm Concert Hall Foundation's Honorary Medal of Gold
- 2001: De Goethe-Medaille (Weimar 2001)
- 2002: De Polar Music Prize (Stockholm 2002)

## Composities

### Werken voor orkest
- Sprookjesgedicht, voor orkest (1971)
- Stufen (De opstappen), voor orkest - uit de cyclus Marienleben van Rainer Maria Rilke (1972; 1986; 1992)
- Concerto voor fagot en strijkers (1975)
- Stunde der Seele (Hour of the Soul) - "Percussio di Pekarski" gedicht van Marina Tsvetajeva, voor percussie, mezzo-sopraan, en groot orkest (1976)
- Revuemusik, voor orkest en jazzband - tekst: Afanasy Fet
- Introitus concert voor piano en kamerorkest(1978)
- Offertorium, concert voor viool en orkest (1980; 1982; 1986) (opgedragen aan Gidon Kremer)
- Stimmen... Verstummen symfonie in 12 delen (1986) (opgedragen aan Gennadi Rozjdestvenski)
- Pro et contra, voor groot orkest (1989)
- Und: Das Fest ist in vollem Gang (And: The Feast is in Full Procession) (И: Празднество в разгаре) voor viool en orkest (1993) (opgedragen aan David Geringas)
- Figures of Time (Фигурй времени) voor orkest (1994)
- Muziek, voor dwarsfluit, strijkers en slagwerk
- Concert, voor altviool en orkest (1996)
- Im Schatten des Baumes (В тени под деревом) voor koto, baskoto, zheng, en orkest (1998)
- Two Paths: A Dedication to Mary and Martha, voor 2 solo violen en orkest (1998)
- The Rider on the White Horse voor groot orkest en orgel (2002) (opgedragen aan Valeri Gergiev)
- The Light of the End voor groot orkest (2003)
- Under the Sign of Scorpio variaties op 6 hexaakkoorden voor bajan en groot orkest (2003)
- The Deceitful Face of Hope and Despair, concert voor dwarsfluit en groot orkest (2005)
- Het gastmaal tijdens de Pest, voor orkest (2005)
- Die Leier des Orpheus (De lier van Orpheus), voor viool, slagwerk en strijkers (2005)
- Vioolconcert nr. 2 "In tempus praesens", voor viool en orkest (2006/2007; geschreven voor en opgedragen aan Anne-Sophie Mutter)
- Glorious Percussion, concert voor slagwerk (percussie) en orkest (2008)[6]
- Fachwerk, bajanconcerto, opgedragen aan Geir Draugsvoll (2009)
- Dialog: Ich und Du, vioolconcert nr. 3, geschreven voor Vadim Repin (2018)
- The Wrath of God voor groot orkest (2020)

### Werken voor harmonieorkest
- Stunde der Seele symfonisch gedicht voor groot harmonieorkest en mezzosopraan (of: alt) van Marina Tsvetajeva (1974)

### Oratoria, Cantates en gewijde muziek
- Night in Memphis cantate voor mezzosopraan, mannenkoor en kamerorkest op Oud-Egyptische teksten (Russische vertaling: Anna Achmatova en Vera Potapowa) (1968; 1988; 1992)
- Rubaijat[7], cantate voor bariton en kamerensemble naar verzen van de Oud-Perzische dichters Omar Khayyám, Hafiz en Khakani (1969)
- Laudatio pacis, oratorium in negen delen voor sopraan, alt, tenor, bass, spreker, 3 gemengde koren en groot orkest (zonder strijkers) - tekst: Johannes Amos Comenius (1975) - (samen met: Marek Kopelent en Paul-Heinz Dittrich; de delen 2, 4 en 8 zijn van S. Goebaidoelina)
- Alleluja voor gemengd koor, knapensopraan, orgel en groot orkest (1990) - tekst: uit de Russisch-orthodoxe liturgie
- Lauda voor alt, tenor, bariton, verteller, koor, en groot orkest (1991)
- Jetzt immer Schnee, cantate voor kamerkoor en kamerensemble - tekst: Gennadi Aigi
- Johannes-Passion voor sopraan, tenor, bariton, bas, 2 koren, orgel, en groot orkest (2000)
- Johannes-Ostern voor sopraan, tenor, bariton, bas, 2 koren, orgel, en groot orkest (2001)
- Über Liebe und Hass oratorium (2018)

### Werken voor koren
- Hommage à Marina Tsvetayeva voor a capella koor
- Jauchzt vor Gott (1989)
- Sonnengesang voor cello, kamerkoor, en orkest (1997)

### Vocale muziek
- Die Phazelie, vocale cyclus voor sopraan en orkest - tekst: Mikhail Prishvin (1956)
- Perception, voor sopraan, bariton, zeven strijkinstrumenten en bandrecorder (1981; 1983; 1986)
- Ein Walzerspass nach Johann Strauss, voor sopraan (vocalises) en octet naar Johann Strauss' Geschichten aus dem Wienerwald, op. 325, (1987)
- Aus dem Stundenbuch op een tekst van Rainer Maria Rilke voor cello, orkest, mannenkoor, en vrouwenstem (1991)
- Ein Engel voor alt en contrabas (1994)
- Aus den Visionen der Hildegard von Bingen voor alt (1994)
- Galgenlieder à 3 15 stukken voor mezzo-sopraan, percussie, en contrabas (1996)
- Galgenlieder à 5 14 stukken voor mezzo-sopraan, fluit, percussie, bajan, en contrabas (1996)

### Kamermuziek
- Quintet voor piano, 2 violen, altviool en cello (1957)
- Concordanza voor kamerensemble (1971)
- Strijkkwartet No. 1 (1971)
- Detto II, voor cello en instrumentaal ensemble
- Tien Preludes voor solo cello (1974)
- Duo sonata voor 2 fagotten (1977)
- Garten von Freuden und Traurigkeiten voor fluit, altviool, harp en verteller (1980)
- Descensio voor 3 trombones, 3 percussionisten, harp, klavecimbel en piano (1981)
- Sieben Worte voor cello, bajan, en strijkers (1982)
- Quasi hoquetus voor altviool, fagot en piano (1984)
- Rejoice! (Sonate voor viool en cello)
- Hommage à T.S. Eliot, voor sopraan en octet (op de "Four Quartets" (1936-1942)) (1987; 1991)
- Strijktrio (1988)
- Silenzio voor bajan, viool, en cello (1991)
- Tartarische Tanz voor bajan en 2 contrabassen (1992)
- Dancer on a Tightrope (Der Seiltänzer) voor viool en piano (1993)
- Jetzt immer Schnee (Теперь всегда снега) op verzen van Gennadi Aigi voor kamerensemble en kamerkoor (1993)
- Meditation über den Bach-Choral "Vor deinen Thron tret' ich hiermit" voor cimbalom, 2 violen, viola, cello, en contrabas (1993)
- Strijkkwartet No. 4 met band (1993)
- In Erwartung (В ожидании) voor saxofoonkwartet en zes percussionisten (1994)
- Muziek voor fluit, strijkers en slagwerk (1994)
- Impromptu voor fluit (fluit en altfluit), viool, en strijkers (1996)
- Quaternion voor cellokwartet (1996)
- Risonanza voor 3 trompetten, 4 trombones, orgel, en 6 strijkers (2001) (opgedragen aan Reinbert de Leeuw)
- Reflections on the theme B-A-C-H voor strijkkwartet (2002)
- Mirage: The Dancing Sun voor 8 celli (2002)
- On the Edge of Abyss voor 7 celli en 2 'waterphones' (2002)
- Verwandlung (Transformation) voor trombone, saxofoonkwartet, cello, contrabas en tamtam (2004)
- Repentance voor cello, drie gitaren en contrabas (2008)
- Bayan concerto “Fachwerk”, opgedragen aan Geir Draugsvoll, bajan (2009)

### Werken voor orgel
- Hell und dunkel voor orgel (1976)
- In Croce voor cello en orgel (1979), voor bajan en cello (1991)

### Werken voor piano
- Chaconne (1963)
- Sonate

Allegro - Adagio - Allegretto
- Musical Toys, veertien pianostukken voor kinderen (1969)
- Toccata-Troncata (1971)
- Invention (1974)

### Werken voorbajan
- De Profundis (1978)
- Et Exspecto, sonate voor bajan (1985)

### Werken voor slagwerk
- Hörst Du uns, Luigi? Schau mal, welchen Tanz eine einfache Holzrassel für Dich vollführt (Слышишь ли ты нас, Луиджи? Вот танец, который танцует для тебя обыкновенная деревянная трещотка) voor 6 percussionisten (1991)
- Gerade und ungerade (Чет и нечет) voor 7 percussionisten, cimbalom inbegrepen (1991)

### Werken voor andere instrumenten
- Serenade voor gitaar (1960)
- Vivente - Non vivente voor elektronica (1970)
- Ritorno perpetuo voor cimbalom (1997)

### Werken voor traditionele Japanse instrumenten
- Рано утром перед пробуждением (’s Morgens vroeg voor het wakker worden), voor drie 17-snarige Japanse baskoto's en vier 13-snarige Japanse koto's (1993)